# Миловский, Николай Михайлович
Николай Михайлович Миловский (23 февраля (7 марта) 1861 — 1 сентября 1927) — русский духовный писатель, церковный историк, священник.

## Биография
Родился в семье священника в городе Шуе Владимирской губернии. Окончил Владимирскую духовную семинарию (1883) и Московскую духовную академию со степенью кандидата богословия за сочинение «Догматическое учение св. Григория Богослова».
В 1888—1892 годах служил помощником инспектора в отделении Московской духовной академии в Сергиевом Посаде. В мае 1892 года был назначен настоятелем церкви Воскресения Словущего на Остоженке. С 1909 года был настоятелем церкви Ризоположения на Донской. Состоял законоучителем в учебных заведениях Москвы.
В 1922 году был арестован по делу о сопротивлении изъятию церковных ценностей. Трёхлетний срок заключения по причине амнистии был сокращён до одного года.
В 1927 году был назначен благочинным Замоскворецкого округа Московской епархии.
Умер в Москве 1 сентября 1927 года. Похоронен на Даниловском кладбище.
Реабилитирован 22 апреля 1991 года.

## Основные богословские и исторические сочинения
- Древняя часовня Животворящаго Креста Господня при Спасской церкви в городе Шуе (Владим. губ.). — Владимир-на-Клязьме: Тип. Губернского правления, 1891;
- Неканонизованные святые гор. Шуи. — М.: Унив. тип., 1893;
- Города Шуи Старого Покровского собора протоиерей Иоанн Алексеевич Субботин Биогр. очерк. — Владимир: печ. В. А. Паркова, 1894;
- «Сказание о преславном обновлении св. храма Воскресения Христова в Иерусалиме» (1895);
- Воспоминания об о. архимандрите Григории (Борисоглебском), бывшем инспекторе Московской духовной академии. — М.: Университетская типография, 1897;
- Высокопр. Сергий, митрополит московский // «Вера и Церковь». — 1899. — Кн. 1;
- «Воспоминание о Белой Кринице» («Братское Слово», 1896, книга 2)
- «Московский Воскресенско-Остоженский церковно-приходский календарь» (М., 1900);
- К биографии Н. В. Гоголя: (О знакомстве его с братьями Мухановыми). — М.: Унив. тип., 1902. — 16 с.;
- «Ежегодник московского Воскресенского, на Остоженке, прихода» (М., 1901—1905);
- Иисус Христос — Богочеловек. — М., 1904;
- Киевопечерский подвижник иеросхимонах Парфений, по бумагам П. А. Мухановой: к 50-летию его кончины (25 марта 1855 года) / свящ. Н. Миловский. — М. : Типогр. Штаба Московскаго военн. округа, 1905. — 16 с.
- Варвара Евграфовна Чертова, основательница Московского Александро-Мариинского института: Очерк её жизни и деятельности. — М.: К. К. Кукин, 1913. — 42 с., 1 л. портр.;
- Московская Ризположенская близ Донского монастыря церковь: исторический очерк. — М.: Русская печатня, 1916.

## Семья
Жена (с 1892 года) — Мария Викторовна, дочь протоиерея Виктора Петровича Рождественского; скончалась в эпидемию тифа в Москве в 1920 году.
Дети: Виктор, Михаил, Сергей, Александр, Софья, Ольга.